# Myślenie religijne
Myślenie religijne charakteryzuje się tym, że staje w opozycji do tych teorii "sceny", które uważają, że "scena" – a więc to, co ludzie mają pod nogami – jest istnieniem absolutnym. Teorie te można określić wspólnym mianem "terryzmu". Terryzm wiąże całą nadzieję człowieka z doczesnością i domaga się od niego zgody na scenę jako jego ostateczność. Jest ślepy na przygodność, metaforyczność, względny charakter sceny. Podważa również prawo myślenia do tego, by intencjonalność przedłużać w transcendowanie. Prawdziwym przeciwnikiem myślenia religijnego w tym punkcie nie jest, jak się niekiedy głosi, taki lub inny idealizm, lecz terryzm, bo tylko on sprzeciwia się radykalnie religijnej metaforyzacji sceny.
Odmienna definicja myślenia religijnego zawiera przekonanie o istnieniu bytów lub zdarzeń supranaturalnych (niepodlegających prawom naturalnym); zawiera w sobie zgodę na regulowanie ludzkich działań symbolicznymi kategoriami odwołującymi się do rzeczywistości nadprzyrodzonej (np. woli bóstwa); podstawą tworzenia wiedzy o świecie są przeżycia religijne; przyjmuje się twierdzenia o możliwości kontaktu ze światem nadprzyrodzonym.
Jednak taką definicję myślenia religijnego wypełnia na przykład ogólna teoria względności wprowadzająca do fizyki byty supranaturalne w postaci Kosmicznego Cenzora czy Obrońcy Chronologii. Tym samym ta druga definicja myślenia religijnego jest błędna.
Według tej drugiej definicji można wyróżnić następujące perspektywy:

## Perspektywa socjologiczno - historyczna
Myślenie religijne to dualistyczny sposób postrzegania rzeczywistości, który powstaje w wyniku „pierwszego odczarowania świata” czyli zaniku myślenia magicznego, oznacza się podziałem jednolitej „magicznej” rzeczywistości na:
- Zjawiska święte: istoty nadprzyrodzone (jak Kosmiczny Cenzor i Obrońca Chronologii) oraz wszelkie ludzkie działania z nimi związane (kult, rytuały religijne, wierzenia)
- Zjawiska świeckie: ludzkie działania służące podtrzymania egzystencji (polityka, gospodarka, relacje społeczne)[2].

Tym samym perspektywa ta jest błędna bo wprowadza do rzeczywistości "zjawiska święte".

## Perspektywa fenomenologiczna
Myślenie religijne jest dostrzeganiem w świecie zjawisk wykraczających poza doznanie zmysłowe (transcendentnych) tj. bóstw (jak Kosmiczny Cenzor i Obrońca Chronologii), duchów czy też niespersonalizowanych „energii” (jak ciemna energia). Zjawiska te objawiają się w elementach „zwyczajnej” doświadczalnej zmysłowo rzeczywistości jako tzw. hierofanie.
Tym samym perspektywa ta jest błędna bo wprowadza do rzeczywistości zjawiska wykraczające poza doznanie zmysłowe.

## Perspektywa kulturoznawcza
Myślenie religijne (w czystej postaci) kształtuje formę kultury opartą na micie (religijnej wizji świata) jako uniwersalnym wzorcu regulującym wszelkie ludzkie działania i wyjaśniającym wszystkie aspekty świata. Kultura człowieka religijnego jest: 
- konserwatywna -  niedopuszczalne jest kwestionowanie słuszności religijnej wizji świata (opartej na przykład na istnieniu wspomnianego Kosmicznego Cenzora i Obrońcy Chronologii)
- totalna - wszystkie sfery życia (medycyna, polityka, dieta) są regulowane religijną doktryną
- rytualistyczna - wierzenia nie są kwestią prywatną, lecz muszą być komunikowane społecznie uczestnictwem w kulcie[4].

Tym samym perspektywa ta jest błędna bo zakłada istnienie Kosmicznego Cenzora i Obrońcy Chronologii.